# Нову-Оризонти-ду-Уэсти

Нову-Оризонти-ду-Уэсти на карте штата.

Нову-Оризонти-ду-Уэсти (порт. Novo Horizonte do Oeste)  —  муниципалитет в Бразилии, входит в штат Рондония. Составная часть мезорегиона Восток штата Рондония. Входит в экономико-статистический микрорегион Какоал. Население составляет 10 051 человек на 2017 год. Занимает площадь 843,45 км². Плотность населения — 11,91 чел./км².

## Демография
Согласно сведениям, собранным в ходе переписи 2010 г. Бразильским институтом географии и статистики, население муниципалитета составляет:
| Полное население                               | Полное население                               | Полное население                               | Полное население                               | 10 240 |
| ---------------------------------------------- | ---------------------------------------------- | ---------------------------------------------- | ---------------------------------------------- | ------ |
| в том числе:                                   | Городское население                            | 1 733                                          | Процент городского населения, %                | 16,92  |
|                                                | Сельское население                             | 8 507                                          | Процент сельского населения, %                 | 83,08  |
|                                                | Мужское население                              | 5 336                                          | Процент мужского населения, %                  | 52,11  |
|                                                | Женское население                              | 4 904                                          | Процент женского населения, %                  | 47,89  |
| Плотность населения, чел/км²                   | Плотность населения, чел/км²                   | Плотность населения, чел/км²                   | Плотность населения, чел/км²                   | 12,14  |
| Население муниципалитета в % к населению штата | Население муниципалитета в % к населению штата | Население муниципалитета в % к населению штата | Население муниципалитета в % к населению штата | 0,66   |

По данным оценки 2017 года население муниципалитета — 10 051 житель.

## Важнейшие населенные пункты
| № | Населённый пункт       | Населённый пункт (порт.) | Категория | Население чел. (2010) | На карте                        |
| - | ---------------------- | ------------------------ | --------- | --------------------- | ------------------------------- |
| 1 | Нову-Оризонти-ду-Уэсти | Novo Horizonte do Oeste  | город     | 1733                  | 11°42′34″ ю. ш. 61°59′56″ з. д. |
| 2 | Мигрантинополис        | Migrantinópolis          | поселок   | 1391                  | 11°43′32″ ю. ш. 62°08′41″ з. д. |